# Evangelische Kirche Heiligendamm

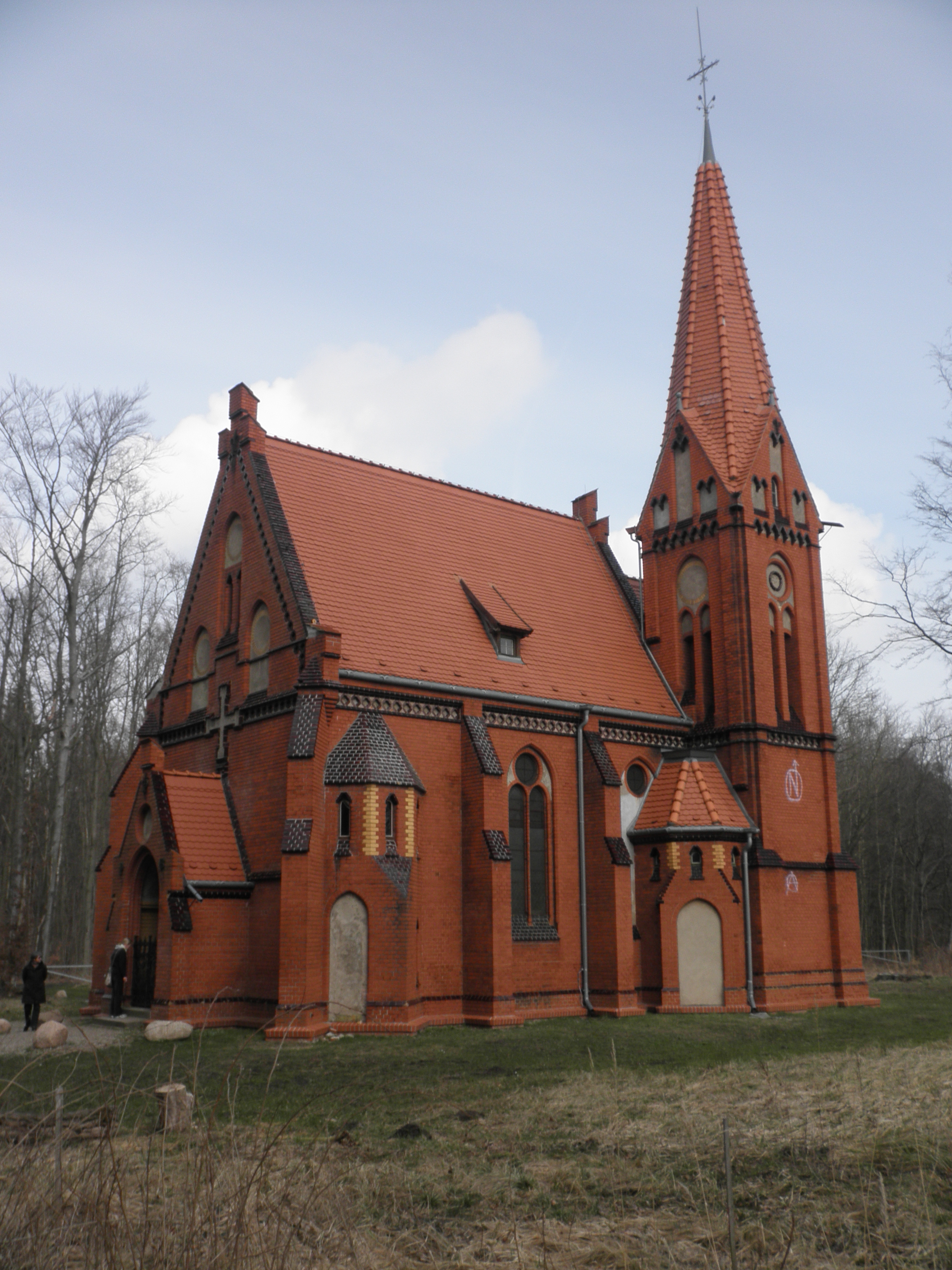
Evangelische Waldkirche

Die evangelische Kirche Heiligendamm, eigentlich eine Kapelle, ist ein denkmalgeschütztes Kirchengebäude in Heiligendamm, einem Ortsteil von Bad Doberan.

## Baubeschreibung
Die Kirche besteht aus einem dreijochigen Langhaus und einem polygonalen Chorraum. Der rippengewölbte Raum ist trotz der geringen Größe von 140 m² von beeindruckender Wirkung. An der Südseite ist asymmetrisch ein quadratischer Turm angebaut. Der rote Backsteinbau ist nach dem Vorbild mecklenburgischer Dorfkirchen mit Putzblenden, Formsteinen und Glasurziegeln geschmückt.

## Geschichte

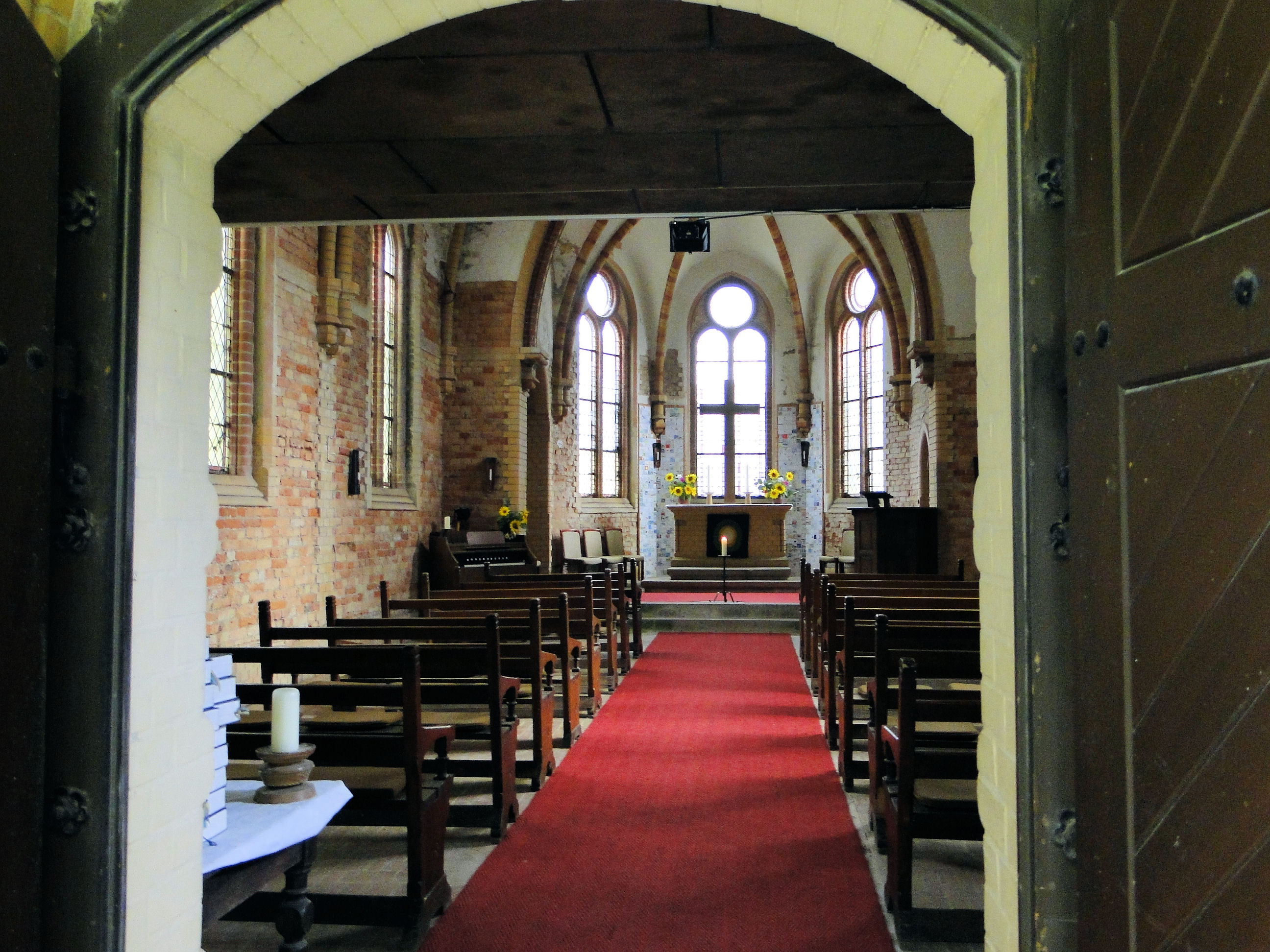
Innenansicht

Herzog Friedrich Franz I. beschloss zusammen mit dem Arzt Samuel Gottlieb Vogel aus Rostock 1793, die Badesaison für jenes und die künftigen Jahre am „Heiligen Damm“ zu eröffnen. Die dafür nötigen Gebäude wurden in den folgenden Jahren errichtet. Gewohnt wurde weiterhin in Doberan, auch der Kirchenbesuch fand im Doberaner Münster statt.
Um dies zu ändern, wurde auf Betreiben des Bad-Intendanten Hermann von Suckow zunächst die katholische Herz-Jesu-Kapelle gebaut. Suckow bat Großherzog Friedrich Franz III., auch eine evangelische Kirche zu bauen. Am 14. Juli 1893 kam der Großherzog von seinem Sommersitz aus Gelbensande nach Heiligendamm. Er stiftete zur Erinnerung an die Gründung des ersten deutschen Seebades 100 Jahre zuvor einen Platz an der Südseite des Waldes von Heiligendamm, den Spielplatz seiner Kindheit, zum Bau der Evangelisch-lutherischen Kirche und dazu noch einen Betrag in Höhe von 10.000 Mark. Der Entwurf stammte vom Architekten Gotthilf Ludwig Möckel, der auch die Bauleitung ausübte. Am 31. Juli 1904 konnte die Kirche feierlich geweiht werden.
Während des Zweiten Weltkriegs war in Heiligendamm ein Lazarett eingerichtet, wovon die Gräber von Zivilisten links vor der Kirche zeugen. Anfang August 1943 fand der vorerst letzte Gottesdienst in der evangelischen Kirche statt. Nach einem wahrscheinlichen Notabwurf von Bomben durch britische Flugzeuge war das gesamte Waldgelände um die Kirche voller Blindgänger, niemand konnte gefahrlos zur Kirche gelangen. Erst am 5. August 1951 konnte die in den Nachkriegsjahren völlig ausgeraubte Kirche wieder für Gottesdienste geweiht werden.

## Gemeinde
Das Kirchengebäude gehört zusammen mit dem Doberaner Münster und der Kapelle Althof zur evangelisch-lutherischen Kirchgemeinde Bad Doberan, die zur Kirchenregion Bad Doberan in der Propstei Rostock der Evangelisch-Lutherischen Kirche in Norddeutschland gehört.

## Sonstiges
2009 war die Kirche neben Heiligendamm ein Drehort der Folge Alles Böse zum Hochzeitstag der ARD-Fernsehserie Mord in bester Gesellschaft.